# Frío (canción de Fey)
«Frío» es una canción de la artista mexicana María Fernanda Blázquez Gil, conocida en el mundo artístico como Fey. La canción fue lanzada como un sencillo promocional de su primer álbum en vivo Primera fila lanzado el 23 de octubre de 2012. Compuesta y producida por Armando Ávila, la canción relata fases de felicidad así como de la soledad que se experimenta en una relación.  
La canción contiene influencias de la música rock y pop y en menor grado electrónica con ayuda de sintetizadores. «Frío» recibió críticas mixtas en cuanto a medios puesto que el álbum donde habita la canción no contó con la producción requerida, pero en su contraste se nota una Fey más segura de sí en el escenario. 
En cuanto a promoción, «Frío» fue lanzado como sencillo promocional desde el 21 de julio, día del cumpleaños de Fey (María Fernanda Blázquez Gil). En la página web oficial, se estrenó un corte de 30 segundos donde se podía escuchar la canción. El 31 de julio se lanzó oficialmente como sencillo en formato digital. A solo once horas de su lanzamiento en Mixup Digital de México, se posicionó uno, debutando en este lugar de la lista de Top · Canciones. Radialmente, la canción escalo posiciones importantes devolviendo a Fey a los tops de su país al igual que su vídeo musical.  
Su vídeo musical, extraído del DVD del álbum Primera fila se estrenó el 2 de agosto a través de la web oficial de ProdigyMSN. Al día siguiente, Fey publicó el vídeo en su cuenta oficial en Vevo. Aquí se muestra a Fey en el estrado cantando el tema junto a su orquesta y ballet. De estas escenas, se toma una imagen para ser carátula del sencillo.

## Antecedentes y grabación
Tras su salida de los escenarios por su embarazo, Fey regresa al medio esta vez con su ex casa de discos Sony. Ya con la idea de hacer un álbum en formato Primera fila, Fey empezó su trabajo bajo la dirección de Armando Ávila, un conocido productor del medio mexicano ganador de dos Grammys que le ofreció el tema para el disco. 
«Frío» fue grabada en el estudio Interlomas en México el 22 de junio de 2012. Se detalló el escenario con un fondo azul y con dos plataformas para su escenario. Una plataforma superior donde se encuentra la batería y otra donde Fey canta. Para su videoclip, se recogen escenas de Primera fila que en promedio duro cuatro horas de grabación.   

## Lanzamiento y promoción
Un corte de 30 segundos fueron colgados en la página web oficial de Fey el día de su cumpleaños (21 de julio). Pasada una semana, se estrenó la canción por completo. También se colgó en YouTube su videoclip extraído de su álbum en vivo. Como parte de su promoción, Fey se presentó en distintos programas televisivos de su país como el programa de la cantante Yuri, etc. Distintas emisoras radiales promovieron pequeñas presentaciones las cuales Fey fue partícipe para dar a conocer el tema.
En listas, «Frío» tuvo un desempeño favorable. La canción debutó uno en descargas digitales de la tienda Mix up Digital de México. También logró escalar posiciones en la lista de los Billboards Airplay de México, quedando en la nº 8 como la más alta. Su videoclip se mantuvo uno por dos semanas consecutivas en el programa Dame diez del canal musical Ritmoson Latino. En este mismo programa «Frío» quedó en la ubicación dos de la lista anual de vídeos. Pasado casi un mes y medio, «Frío» certificó oro por más de 30 000 descargas digitales en México. Mientras en Bolivia, «Frío» logró ingresar en el top 5 del Top Latino de ese país.

## Formato
- Descarga digital

| Frío, Single |        |          |  |
| N.º          | Título | Duración |  |
| 1.           | «Frío» | 3:41     |  |

## Listas de popularidad y certificaciones

### Listas de popularidad
| País - Lista             | Posición más alta |
| ------------------------ | ----------------- |
| Bolivia Top Latino       | 4                 |
| México Mixup Digital     | 1                 |
| México Dame Diez (Video) | 1                 |
| México Billboard Airplay | 8                 |
| México América Top 100   | 15                |

### Listas anuales (2012)
| Chart anual (2012)                              | Mayor posición |
| ----------------------------------------------- | -------------- |
| México Dame diez (Dame cien)                    | 49             |
| Masturbación musical (100 canciones + turbadas) | 56             |

### Ventas y certificaciones
| País                                                     | Certificaciones | Ventas  |
| -------------------------------------------------------- | --------------- | ------- |
| México (AMPROFON)                                        | Oro             | 30 000^ |
| ^ cifras sin especificar, solo basadas en certificación. |                 |         |

- Datos: Q5869966